# カスパー・バルトリン

カスパー・バルトリン

カスパー・バルトリン（Caspar Bartholin the Elder、1585年2月12日 – 1629年7月13日）は、デンマークの学者である。解剖学の教科書、"Anatomicae Institutiones Corporis Humani"で知られる。 カスパー・バルトリンの解剖書は江戸に伝わり、『カスパル解剖書』として、『解体新書』の刊行時に参考にされた解剖書の1つとしてあげられている。
孫にバルトリン腺を発見した同名のカスパー・バルトリンがいる。

## 人物・生涯
当時デンマーク領（現在はスウェーデン）のマルメで生まれた。早熟な才能を示し、3歳で本を読み、13歳でギリシア語、ラテン語の文を作り公衆の前で披露した。18歳でコペンハーゲン大学に入学し、ロストック大学、ヴィッテンベルク大学でも学んだ。ドイツ、オランダ、イギリス、フランス、イタリアなど各地を旅し、多くの学者と交流した。1611年に解剖学の著書、"Anatomicae Institutiones Corporis Humani"を出版し、これは当時、解剖学の教科書として長く使われることになった。1613年にコペンハーゲン大学の医学教授に任じられ、11年間その職を務めた。重病にかかり、その回復後、神学の研究に転じた。コペンハーゲン大学の神学の教授、ロスキレの律修司祭を務め、ソーレで没した。
息子の、トーマス・バルトリン(Thomas Bartholin)とラスムス・バルトリン（Rasmus Bartholin）も有名な学者である。孫にバルトリン腺を発見した同名のカスパー・バルトリンがいる。